# راهنمای گردشگری

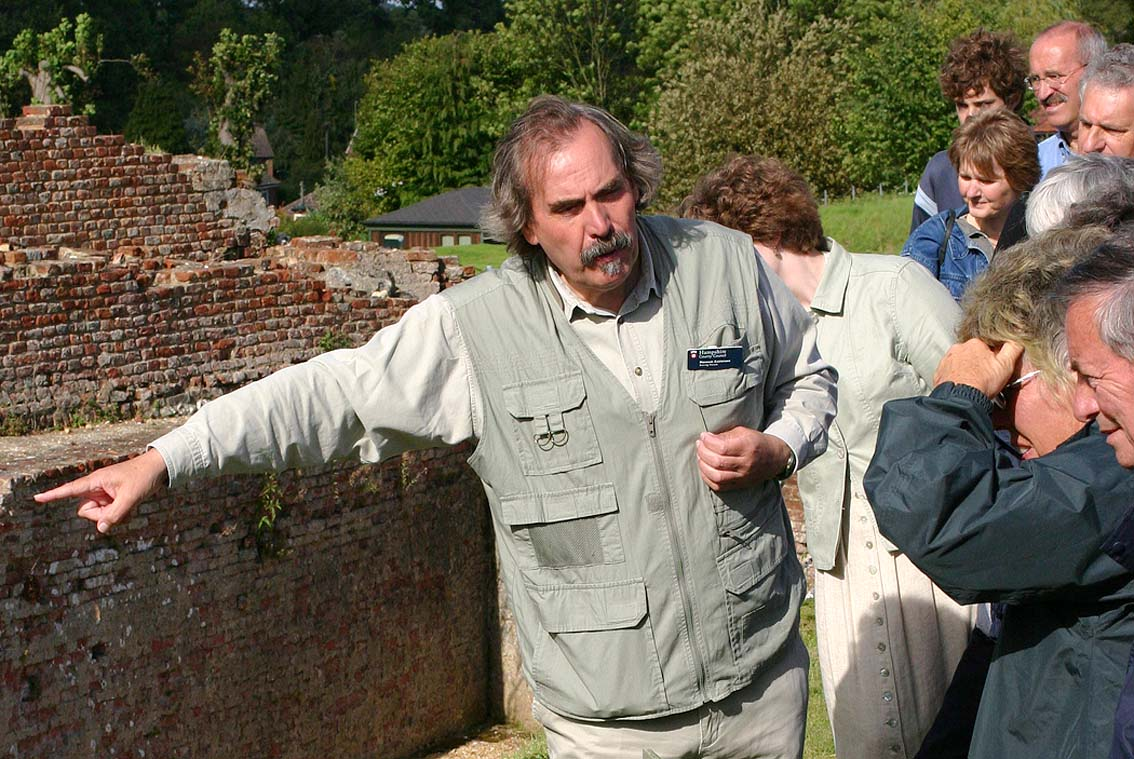
راهنمای گردشگری در پادشاهی متحد

راهنمای گردشگری یا راهنمای تور (به انگلیسی: Tour guide) شخصی است که افراد یا گروهی را که به منظور بازدید به نقاطی که قابلیت آن را دارند راهنمایی می‌کند و اطلاعات و جزئیات محل را در اختیار آنها قرار می‌دهد.
در حال حاضر، کشورهایی که توان گردشگرپذیری بالایی دارند (از جمله ایران)، دوره‌های تخصصی برای آموزش راهنمایان خود تعریف کرده‌اند و افراد ملزم به گذراندن این دوره‌های آموزشی هستند.

## وظایف راهنمای تور

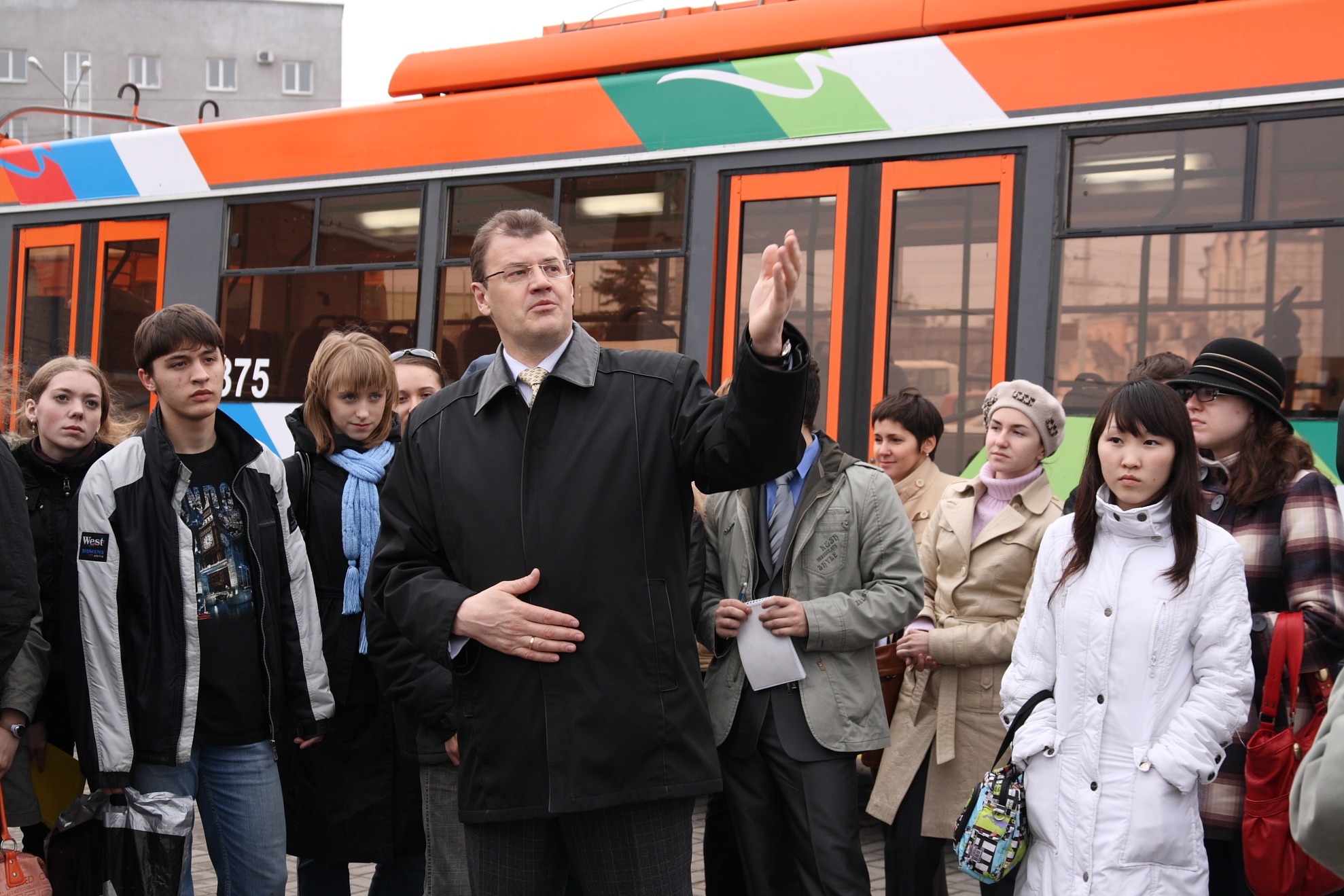
نمایش تسهیلات به گردشگرها

- مهارت کافی در امر هدایت تور. قدرت رهبری و داشتن تجربه نخستین اصل محسوب می‌شود.
- باور به حفظ و حمایت از محیط زیست و داشتن حس مسوولیت در قبال فرهنگ و شناخت جایگاه جهانگردی و گردشگری در باورهای مردم یک منطقه
- حس تعهد
- حس ابتکار و خلاقیت. برخی از لیدر تورها، خلاقیت را در بلد بودن تبلیغ صدا و تعریف داستان‌های فکاهی خلاصه می‌کنند اما لیدر تورهایی هستند که بدون انجام عملیات آکروبات می‌توانند گروهی شاد و پرانرژی داشته باشند. از سوی دیگر داشتن حس ابتکار و خلاقیت در مواقع پراسترس بسیار برای راهنمایان لازم است
- مهارت‌های زبانی و تلفظ درست کلمات و واژه‌ها
- سلامتی کامل. این سلامتی کامل فقط در سلامت جسم خلاصه نمی‌شود. شاید داشتن اعصابی فولادین نخستین رکن برای داشتن سلامت کامل باشد. راهنمایان تور باید به نحوی با استرس‌های روزانه، چه روحی و چه جسمی آشنا بوده و آن را مدیریت کنند، به‌ویژه در سفرهای طولانی و بلندمدت که ممکن است ساعت‌های متمادی و طولانی پشت سرهم باشد. در این شرایط یک راهنمای تور باید چنان دوستانه برخورد کند که مسافران خسته و کلافه او را عضوی از خانواده خود تصور کرده و آرامش خود را به دست آورند.
- آشنایی به کمک‌های اولیه. راهنمای تور نه پزشک است، نه مهندس و نه جادوگر، اما باید همه آنها را بداند و توانایی انجام این کارها را داشته باشد.
- آشنایی به مسائل مالی و بودجه‌بندی. کنترل پول شاید یکی از حساس‌ترین وظایف یک لیدر باشد، چون بسیار پیش آمده است که راهنمای تور در یک سفر گروهی پول کم آورده و ناچار شده از جیب خود برای ادامه سفر گروه هزینه کند. در ضمن یکی دیگر از ویژگی‌های یک راهنما، آشنایی تقریبی با کامپیوتر است.

## انواع راهنمای تور
- راهنمای تاریخی و فرهنگی
- راهنمای طبیعت‌گردی

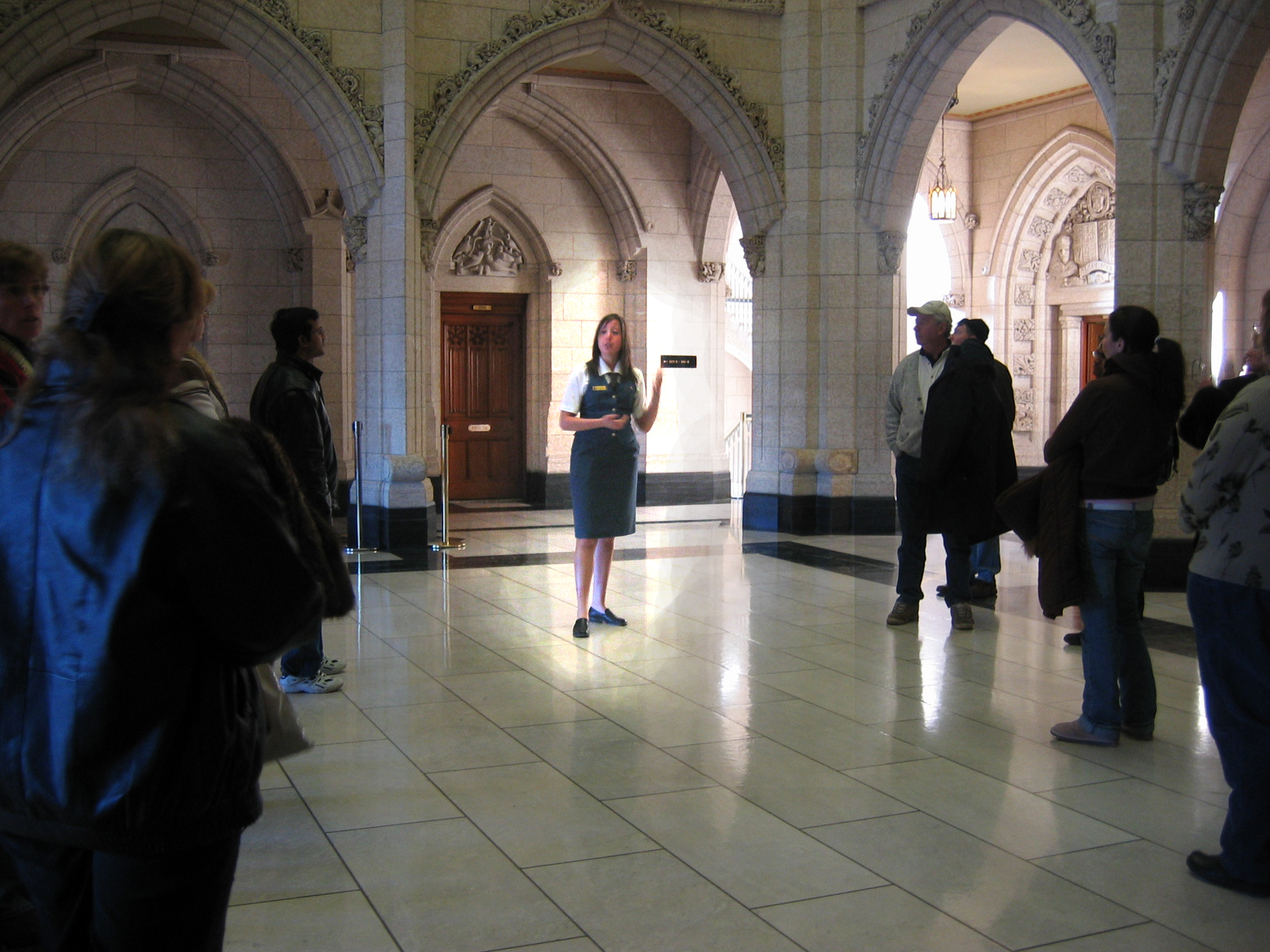
راهنمای گردشگری مکان تاریخی در کانادا

راهنمای تور با توجه به میزان اطلاعات خود به چند گروه تقسیم می‌شوند.
- راهنمایان با تخصص کشوری(National Guide)
- راهنمایان با تخصص استانی یا ایالتی(Local Guide)
- راهنمایان با تخصص مجموعه ای(Step on Guide)
- راهنمایان تخصصی موزه‌ها، مجموعه‌های هنری و باغ وحش ها(docent)

از ویژگی‌های راهنما می‌توان به این موارد اشاره کرد:
فن بیان بالا، روابط عمومی قوی، صداقت، نظم، قاطعیت، مسئولیت پذیری، صبر، دانش و علاقه فراوان
انواع راهنمای تور در ایران:
با توجه به مصوبه هیئت دولت و اعلام وزارت گردشگری و میراث فرهنگی، راهنمای تور در ایران به سه دسته عمده تقسیم می‌شود.
- راهنمای ایرانگردی و جهانگردی فرهنگی (Cultural tour guide)
- راهنمای طبیعت گردی (Eco-tour guide)
- راهنمای زمین گردشگری (Geo-tour Guide)

افراد می‌توانند با گذراندن دوره‌های مرتبط و داشتن شرایط عمومی، کارت راهنمای تور دریافت کنند.
شرایط دریافت کارت راهنمای تور در ایران:
- داشتن مدرک کارشناسی (لیسانس)
- گذارندن دوره راهنمای تور
- قبولی در آزمون جامع گردشگری

پس از گذراندن موفقیت‌آمیز دوره، با دریافت گواهی می‌توانند به اداره گردشگری و میراث فرهنگی محل سکونت خود مراجعه کنند و تقاضای دریافت کارت را بدهند. مدارک مورد نیاز در این اداره به صورت زیر است.
- کپی برابر اصل مدرک کارشناسی
- کپی برابر اصل مدرک راهنمای تور
- کپی برابر اصل مدارک شناسایی کارت ملی و شناسنامه
- ارائه گواهی عدم سو پیشینه
- مراجعه به اداره حراست
- دریافت نامه عدم اعتیاد به مواد مخدر
- قبولی در آزمون مصاحبه شفاهی